# Santa Maria dei Vergini (Nápoly)
A Santa Maria dei Vergini templom Nápoly egykori városfalaitól északra, a Capodimonte-palotához vezető Via dei Vergini mentén.

## Története
1326-ban építették a Porta San Gennaro nevű városkapun kívül élő lakók számára. 1334-ben Szent Anaklét Kereszteseinek Rendje vette birtokba, majd 1626-ban a Misszionárius Atyák tulajdonába került. Az évszázadok során elvégzett újjáépítések és restaurálások során az eredeti 14. századi templomból csak kevés maradt fent. Nápolyt a második világháború alatt súlyos bombatámadások érték, a templom is szinte teljesen megsemmisült, csak néhány része maradt sértetlen. Számos értékes műalkotás is megsemmisült. Az 1950-es években épült újjá jelenlegi formájába. Az 1963-as restaurálás során felszínre kerültek az eredeti templom hajójának alapjai, valamint néhány freskó.